# Oído interno
El oído interno o laberinto es una de las tres porciones en que se puede dividir el oído. El oído interno se localiza en el cráneo, en la pirámide petrosa o peñasco del hueso temporal, que dispone de una oquedad llamada laberinto óseo.

## Concepto
Está formado por dos partes diferenciadas: 
- Laberinto anterior, también llamado cóclea o caracol, que se encarga de la audición.
- Laberinto posterior o sistema vestibular, tiene la función de percibir la posición del cuerpo en el espacio y mantener el equilibrio.  Está formado por los  conductos  semicirculares  y una cámara, el vestíbulo, que se divide en dos partes que se llaman utrículo y sáculo.[1]

## Aspectos anatómicos

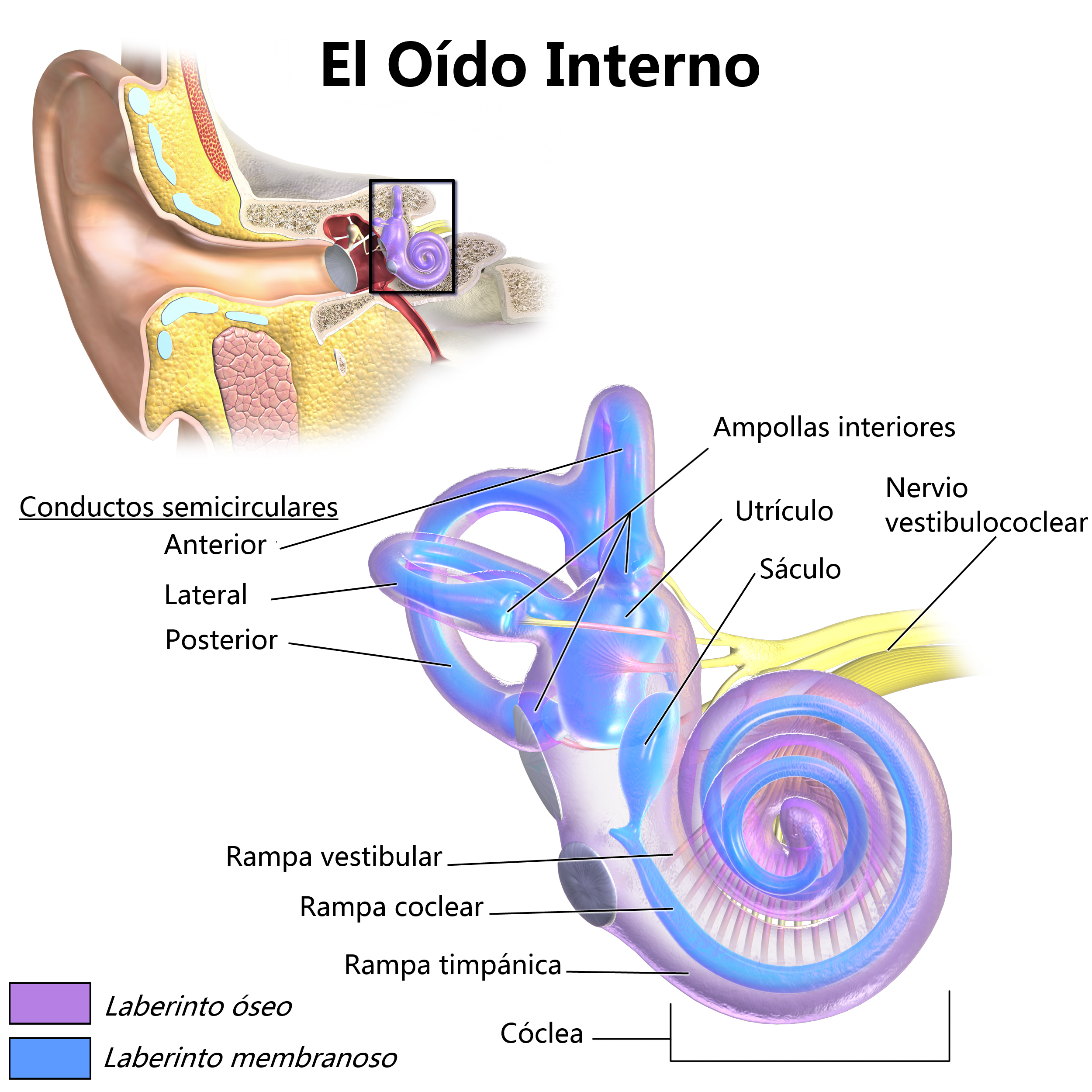
Anatomía del oído interno

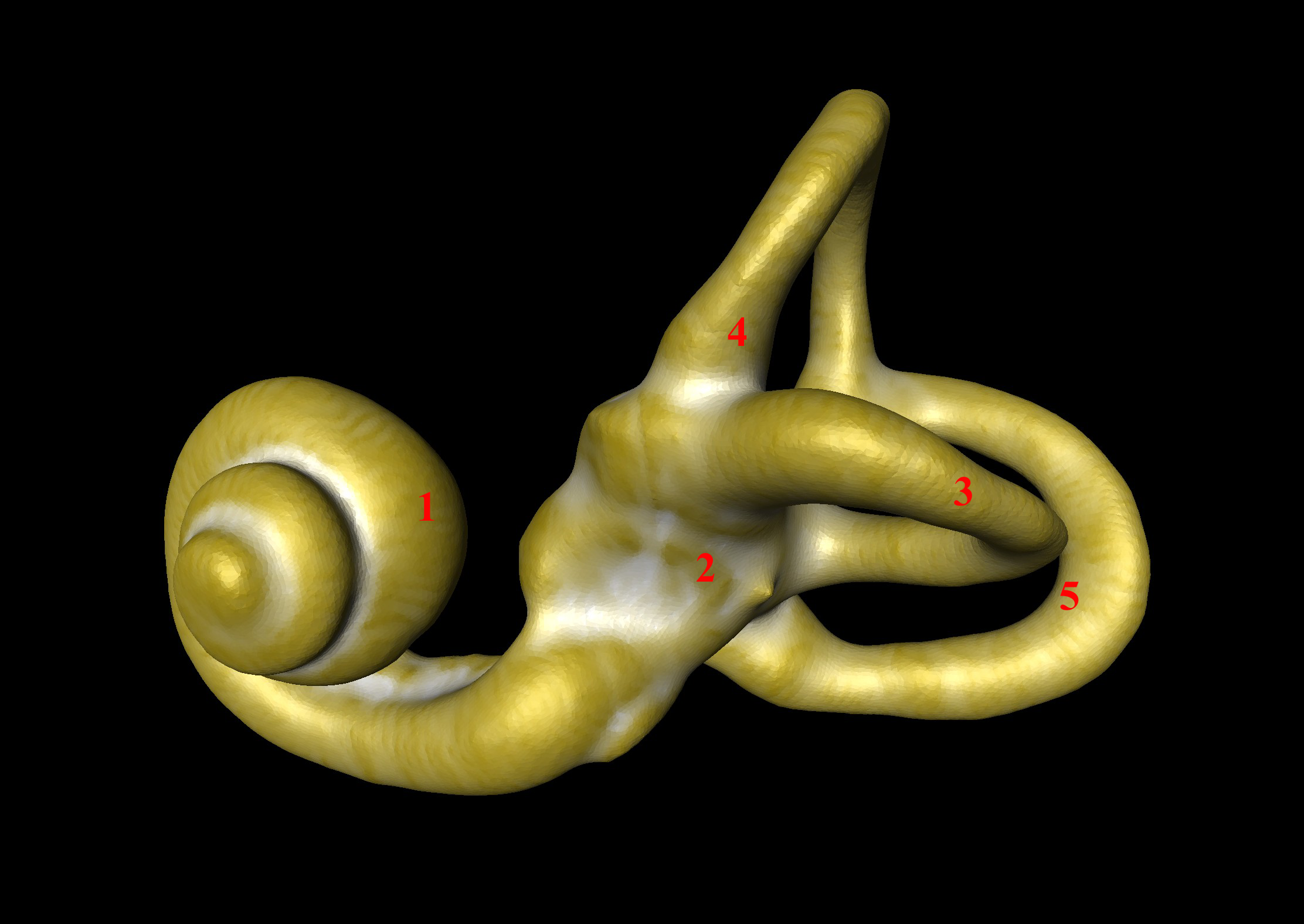
Imagen tridimensional del laberinto óseo.
1. Coclea o caracol.
2. Vestíbulo.
3-5. Canales semicirculares.

El oído interno o laberinto se encuentra en el interior del hueso temporal, se puede dividir para su estudio en tres cavidades:
- Vestíbulo. Contiene receptores para el sentido del equilibrio y está dividido en dos porciones, el utrículo y el sáculo.
- Canales semicirculares. Contienen receptores para el equilibrio.
- Caracol o cóclea. Es un largo tubo enrollado en espiral donde se encuentran las células receptoras de los sonidos, provistas de cilios. Cada sector de la cóclea es sensible a una frecuencia determinada.

Las fibras nerviosas que salen del vestíbulo y de los canales semicirculares se reúnen para formar el nervio vestibular, mientras que las que salen de la cóclea forman el nervio coclear. Ambos se unen para formar el nervio vestibulococlear,  que atraviesa el hueso temporal y se conecta con el encéfalo en el interior del cráneo.
| Oído interno | Aparato vestibular (equilibrio) | Vestíbulo                | Utrículo |
| Oído interno | Aparato vestibular (equilibrio) | Vestíbulo                | Sáculo   |
| Oído interno | Aparato vestibular (equilibrio) | Conductos semicirculares |          |
| Oído interno | Coclea o caracol (audición)     |                          |          |

### Laberinto óseo y membranoso
El laberinto óseo es una cavidad irregular excavada en el hueso temporal y formada por varios espacios unidos entre sí. En su interior se encuentra el laberinto membranoso, que tiene la misma forma y está constituido por un conjunto de conductos huecos por los que circula un líquido denominado endolinfa. El laberinto óseo puede describirse como una cáscara de hueso que envuelve totalmente al laberinto membranoso. En el espacio que queda entre el laberinto óseo y el membranoso se encuentra la perilinfa. La endolinfa tiene consistencia viscosa y su composición iónica es parecida a la del líquido intracelular, es decir, es rica en potasio y pobre en sodio. La perilinfa, en cambio, tiene una composición parecida a la del líquido extracelular, es decir, es pobre en potasio y rica en sodio.

### Vestíbulo
El vestíbulo es una cavidad de forma oval situada en la región media del oído interno, entre la cóclea y los canales semicirculares. Un estrechamiento lo divide en dos partes: el sáculo y el utrículo, los cuales disponen de regiones sensibles llamadas máculas otolíticas, que están dispuestas perpendiculares entre sí y contienen células ciliadas cuya función es detectar las aceleraciones o desaceleraciones lineales que se producen en cualquiera de los tres planos del espacio.

### Canales semicirculares
Los canales semicirculares son tres pequeños tubos cilíndricos con forma de semicírculo. Están orientados en los tres planos del espacio, de tal manera que forman entre ellos ángulos de 90 grados. Tienen la función de detectar cualquier movimiento de aceleración angular en alguno de los tres planos espaciales y son muy importantes para el mantenimiento del equilibrio corporal.

### Cóclea o caracol

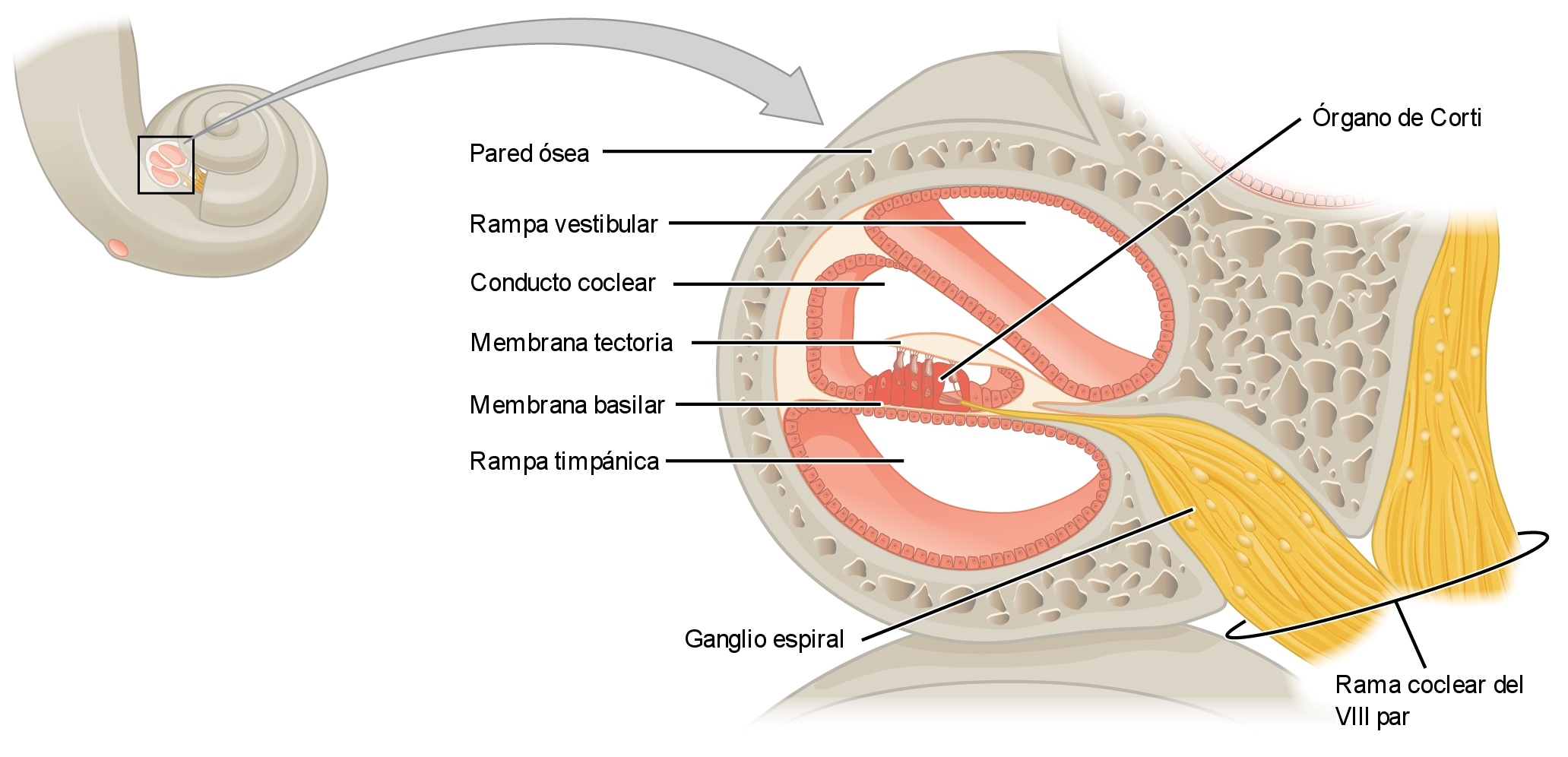
Sección de la cóclea o caracol.

La cóclea es un conducto con forma de espiral que se asemeja en cierto modo a la concha de un caracol, por lo que también recibe el nombre de caracol. En su interior se encuentran las células sensoriales ciliadas que generan los impulsos nerviosos que hacen posible la percepción del sonido. La cóclea está formada en realidad por tres conductos paralelos separados por dos membranas:
- Conducto coclear o rampa media, que está lleno de endolinfa y contiene el órgano de Corti.
- Rampa vestibular, llena de un líquido denominado perilinfa.
- Rampa timpánica, también llena de perilinfa.

Dos membranas separan estos conductos:
- Membrana vestibular. Separa el conducto coclear de la rampa vestibular.
- Membrana basilar. Separa la rampa timpánica del conducto coclear. En la superficie de la membrana basilar se halla una estructura, el órgano de Corti, que contiene una serie de células mecánicamente sensibles.

| Coclea o caracol | Rampa vestibular               | Perilinfa |
| Coclea o caracol | Rampa media o conducto coclear | Endolinfa |
| Coclea o caracol | Rampa timpánica                | Perilinfa |

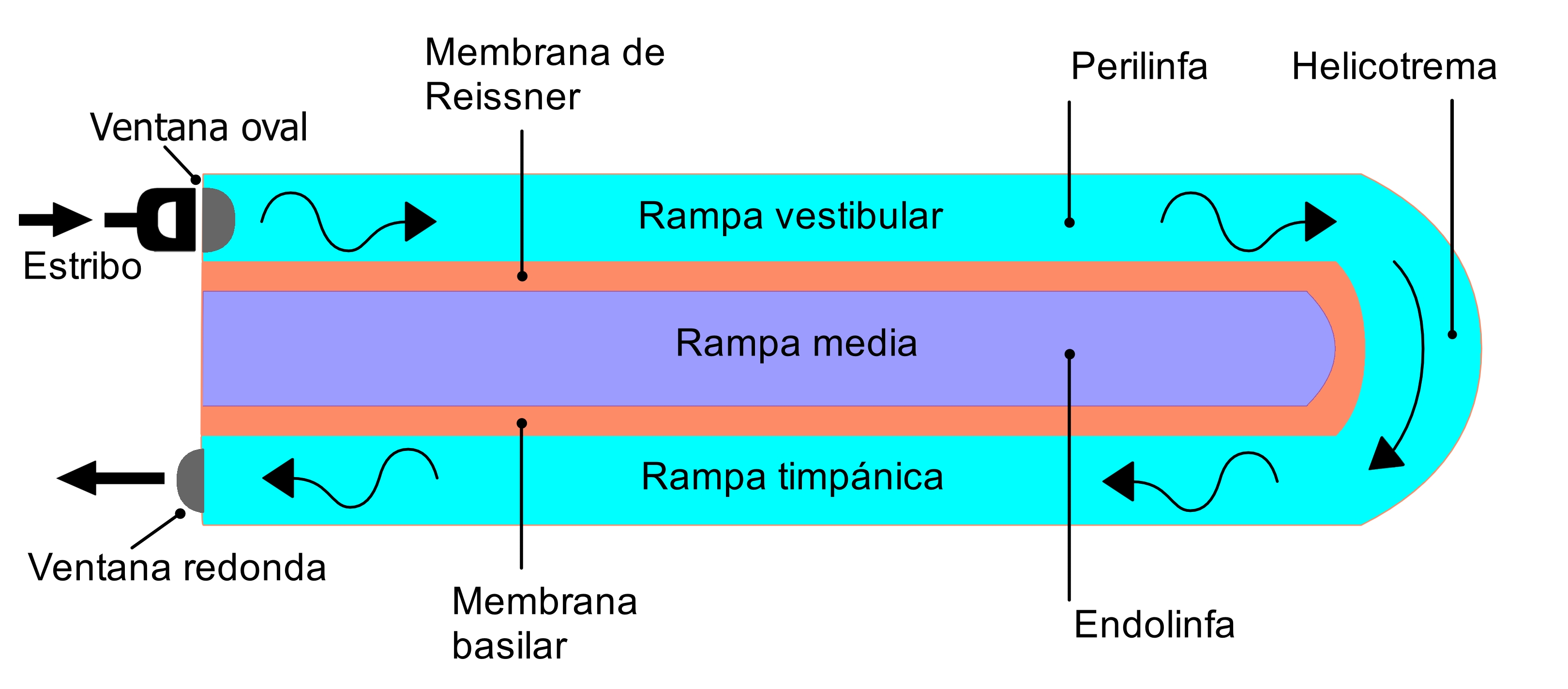
Vista longitudinal de la cóclea en la que son visibles las rampas y el helicotrema.

La rampa vestibular se relaciona con la ventana oval mediante el vestíbulo, y la rampa timpánica limita con la ventana redonda. Ambos conductos se comunican abiertamente con el vértice del caracol o helicotrema.  Las oscilaciones de la perilinfa en la rampa vestibular se transmiten a la endolinfa de la rampa media con facilidad debido a que la membrana de Reissner es muy delgada. 

#### Órgano de Corti

Onda que se desplaza desde la base al ápice de la cóclea.

Fue descrito por primera vez por Corti en 1851.  Está formado por células de soporte, células ciliadas sensoriales, la membrana tectoria y las fibras nerviosas.
Se encuentra situado en el conducto coclear o rampa media de la cóclea o caracol. Tiene la función de generar los impulsos eléctricos que después se transmiten a través de la rama auditiva del VIII par craneal hacia el encéfalo, para hacer posible la audición. El órgano de Corti tiene la forma de  una lámina enrollada y cuenta con alrededor de 16 000 células ciliadas que son los receptores para la audición y realizan la mecanotransducción, es decir, transforman estímulos mecánicos en estímulos nerviosos que, mediante fibras nerviosas que se integran en el nervio vestibulococlear llevan al cerebro la información auditiva.
- Células Ciliadas. Las células ciliadas del órgano de Corti se dividen en dos tipos, externas e internas. 
  - Células ciliadas externas. Están por fuera de los pilares de Corti en 3 filas paralelas. Mantienen su forma y posición gracias al apoyo de las células vecinas. En la superficie superior pueden observarse los cilios, que se disponen de forma perpendicular a la superficie de la célula, unidos a una placa cuticular mediante unas estructuras parecidas a raíces.  Cada célula externa tiene entre 50 y 150 cilios, dispuestos en forma de "W" y unidos entre sí por unos finos filamentos. En su interior existen proteínas estructurales, como la actina, responsables de su posición erecta.
  - Células ciliadas internas, su forma recuerda la de una botella, con un estrecho cuello que termina en la superficie portadora de los cilios. Están dispuestas en una sola fila, cada una de ellas dispone de unos 60 estereocilios.
- Membrana tectoria. La membrana tectoria es una estructura gelatinosa que se extiende por encima del órgano de Corti.

## Aspectos funcionales

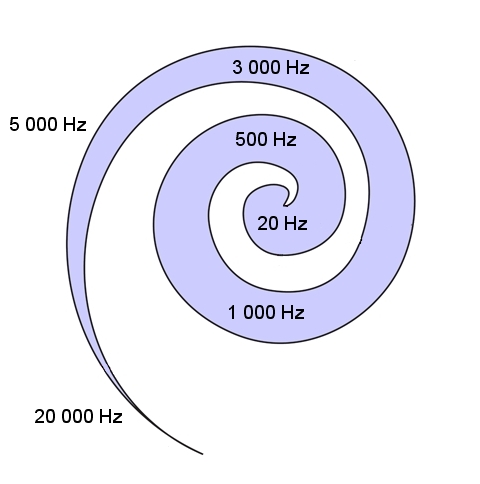
Representación de la cóclea con las frecuencias en herzios que se captan en cada sector.

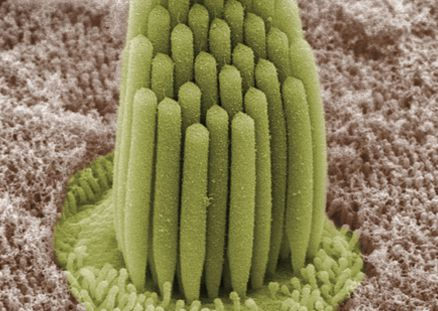
Microfotografía de los estereocilios de las células ciliadas situadas en la cóclea.

- El vestíbulo está formado por el utrículo y el sáculo. Contiene células ciliadas que son responsables de informar sobre la posición de la cabeza y son fundamentales para mantener el equilibrio. Los canales semicirculares son tres tubos de forma semicircular, dos de ellos tienen posición vertical y otro posición horizontal (anterior, posterior y lateral). La función de los canales semicirculares es informar sobre la posición para mantener el equilibrio.

- El caracol, llamado también cóclea, es donde se realiza la transformación de la energía mecánica producida por las ondas sonoras en impulsos nerviosos.  Es un órgano en forma de tubo enrollado que rodea un eje central llamado columela; posee tres cavidades longitudinales llamadas rampas (rampa timpánica, rampa vestibular y rampa coclear), separadas por dos membranas, la  membrana basilar  y la membrana de Reissner. La membrana basilar separa la rampa media de la inferior y está constituida por numerosas fibras, que son cortas cerca de la base del caracol pero que aumentan varias veces su longitud a medida que se acercan al vértice del mismo. En la especie humana la cóclea tiene la capacidad de percibir un amplio intervalo de intensidades de sonido, de tal forma que la diferencia entre un sonido apenas audible y otro que provoque dolor puede ser de hasta 10 elevado a 14 (10 14), por otra parte puede detectar frecuencias en el rango comprendido entre 20 Hz y 20 000 Hz, aunque la sensibilidad máxima es entre 2000 y 5000 Hz. Algunos animales tienen la capacidad de percibir frecuencias superiores a los 20 000 Hz (ultrasonidos) que no son audibles para el hombre, otros como las ballenas pueden detectar frecuencias inferiores a los 20 Hz (infrasonidos).[8][9][10]

- Células ciliadas o pilosas. Cuando las ondas de presión provocadas por el sonido mueven los estereocilios de las células ciliadas situadas en el órgano de Corti, se produce la apertura de una serie de canales situados en la membrana celular, lo que permite a los iones positivos fluir hacia el interior de la célula, proceso conocido como despolarización. Este fenómeno provoca la liberación de neurotransmisores en el espacio que existe entre la célula ciliada y el terminal nervioso, el cual transmite esta información al cerebro a través del nervio vestibulococlear.

- Teoría de la localización. En 1961, el premio nobel de medicina Georg Von Békésy, propuso la  “Teoría de la localización”, para explicar el proceso de audición. De acuerdo con ella distintas ondas sonoras provocan la activación de lugares diferentes de la cóclea, dependiendo de la frecuencia del impulso. La sobrepresión generada por el estribo a través de la ventana oval obliga a circular a la perilinfa que abomba la membrana redonda hacia afuera. Este proceso genera una onda que se desplaza a través de la membrana basilar de la cóclea. Dado que esta membrana es más rígida y estrecha en su extremo basal y más ancha y flexible en su porción apical, en un punto de la cóclea la velocidad de la onda llega a 0, la onda se detiene y la energía se absorbe en un lugar variable dependiendo de la frecuencia del sonido que la ha generado. Por lo tanto cada punto de la membrana basilar responde a una frecuencia determinada, las frecuencias más  bajas (graves) corresponden a la región apical y las más altas (agudos) a la región basal.[10]

- Transducción. La audición implica cuatro transducciones distintas, es decir, se produce en cuatro ocasiones la transformación de un tipo de señal o energía en otra de distinta naturaleza. En primer lugar la energía proveniente de las ondas sonoras se convierte en vibraciones mecánicas en el tímpano, que se transmiten a la cadena de huesecillos. Este proceso tiene lugar en el oído externo y medio. Ya en el oído interno, las vibraciones mecánicas se transforman en ondas líquidas de la endolinfa y perilinfa, y más tarde en señales químicas emitidas por las células ciliadas del órgano de Corti, las cuales finalmente dan origen a un potencial eléctrico llamado potencial de acción, que se transmite al cerebro a través del nervio vestibulococlear.[11]

## Problemas de salud relacionadas al oído interno
Existen diferentes problemas de salud relacionados con el oído interno, uno de los más frecuentes es la hipoacusia o pérdida de audición que en muchos casos es inducida por una exposición crónica a un ruido de una intensidad superior a 85 decibelios.
Otras patologías son: trauma acústico, ototoxicidad, otoesclerosis, colesteatoma, enfermedad de Ménière y laberintitis.